# Аврамовка (Черкасская область)
Авра́мовка (укр. Авра́мівка) — село в Уманском районе Черкасской области Украины.
Население по переписи 2001 года составляло 1923 человека. Почтовый индекс — 19161. Телефонный код — 4746.

## Местный совет
19100, Черкасская обл., Монастырищенский р-н, с. Аврамовка, ул. Заводская, 3